# SIF
Source Input Format (SIF) — визначений у стандарті MPEG-1 формат зберігання і передачі цифрового відео.
- 625/50 Формат SIF в PAL/SECAM має роздільну здатність 352 (або 360) x 288 пікселів при частоті 25 кадрів в секунду.
- 525/59.94 Формат SIF в NTSC має роздільну здатність 352 (або 360) x 240 пікселів при частоті 29.97 кадрів в секунду.

У порівнянні зі специфікацією CCIR_601, яка визначає відповідні їй параметри цифрового кодування телевізійних сигналів, SIF може бути охарактеризований як скорочений на половину по висоті і ширині, частоті і кольоровості.
SIF також називають «двійковим потоком з обмеженими параметрами».
SIF також застосовується для трансляції мобільного телебачення у форматі DVB-H.

## Різновиди формату

Порівняння роздільних здатностей

Таблиця ілюструє різновиди даного формату.
| Назва формата | Роздільність |
| ------------- | ------------ |
| SQSIF         | 128 × 96     |
| QSIF          | 176 × 120    |
| SIF           | 352 × 240    |
| 4SIF          | 704 × 480    |
| 16SIF         | 1408 × 960   |